# Lapua
Lapua este o comună din Finlanda.